# Robert Wegenast
Robert Wegenast (* 6. Mai 1930 in Budapest; † 22. November 2019) war ein ungarischer Maler und Bühnenbildner.

## Werdegang
Von 1949 bis 1954 war er Student an der Moholy-Nagy-Universität für Kunsthandwerk und Gestaltung in der Abteilung für Grafik und Bühnenkunst. Dort wurde er von Oláh Gusztáv und Miháltz Pál unterrichtet. Von 1954 bis 1955 erhielt er ein Stipendium vom Vígszínház „Víg“; deutsch: „Lustspieltheater“. Zwischen 1955 und 1957 war er Bühnenbildner am Gárdonyi Géza Színház Theater in Eger. Von 1958 bis 1961 war er als Bühnenbildner am Csiky Gergely Színház in Kaposvár tätig. In den Jahren 1961 bis 1964 gestaltete er Bühnenbilder für das Nationaltheater Miskolci Nemzeti Színház. Von 1964 bis 1971 war er als Bühnenbildner am József Attila Színház Theater tätig. Von 1971 bis 1990 war er Bühnenbildner beim Ungarischen Fernsehen Magyar Televízió. Im Jahr 1990 trat er in den Ruhestand. Zwischen 1993 und 1999 war er Bühnenbildner für die Quizshow Spiel ohne Grenzen.

## Theater
Mit 251 registrierten Premieren in der Theaterdatenbank hat er eine bemerkenswerte Karriere als Bühnenbildner hinter sich. Ausgewählte Kulissen:
- József Katona: Bánk bán (1952)
- Molière: Don Juan (1954)
- Mihály Vörösmarty: Csongor es Tünde (1956, 1972)
- Imre Kálmán: Königin der Gasthäuser (1957)
- Jenő Horváth: Frühlingswalzer (1958)
- Molière: Schule für Frauen (1961)
- Péter Müller: Zwei Handvoll Kleingeld (1962)
- Sipkay Barna: Am Rande der Welt (1963)
- Dezső Szomory: II. Josef (1964)
- Viktor Jacobi: Mädchenmesse (1965)
- Miklós Hubay: Römischer Karneval (1967)
- Christie: Mord im Pfarrhaus (1968)
- György Behár: Night Date (1969)
- László Tabi: Ring Strike (1971)
- Albert Szirmai: Lebkuchen (1972)
- Viktor Jacobi: Sybill (1973)
- Pál Sármándi: Servusz, Peti (1975)
- Imre Bencsik: Mietwohnung (1977)
- Molière: Frauen der Wissenschaft (1978)
- Marsak: Der Zauberwald (1980)
- István Csurka: LSD (1981)
- Dezső Kosztolányi: Nero, der blutige Dichter (1985)
- Schreiber: Ein Glas Wasser (1989)
- Patrick: Teehaus für den Augustmond (1990)
- Schiller: Don Carlos (1996)

## Filme und Serien
Robert Wegenast wirkte als Szenenbildner und als Kostüm an 33 Filmen und Serien mit, unter anderem:
- Zenés TV színház (1974–1977)
- Dunakanyar (1974)
- A peleskei nótárius (1975)
- Földünk és vidéke (1977)
- Naftalin (1978)
- Faustus (1980)
- Horváték (1981)

## Gemälde
Auswahl:
Studienjahre (–1955)
- Az ártatlanság kora (1951)
- Akttanulmány (1951)
- Szakállas férfi (1951)
- Önarckép (1951)
- Főtér (1951)
- Az Ős-Duna (1951)

Die Jahre der Rebellion (1956–1978)
- MXZ7 (1951)
- Tengerpart (1951)
- A varázsló (1957)
- Május 1. (1957)
- Önarckép '62 (1962)
- Élet és halál jelképei I-VI. (1968)
- Az ősz (1971)
- Dunai táj (1972)
- Akt kék gyűrűvel (1973)
- A hiúság vására (1974)
- A mák (1975)
- Önarckép (1976)
- Akt először (1978)

Jahre des Wandels (1979–1998)
- A szépművészet romjai (1980)
- Önarckép (1988)
- Álom (1989)
- Szent György (1989)
- Portré (1990)
- A költő és múzsája (1992)
- Mab királynő (1993)
- Tükrözés (1994)
- Madonna (1995)
- A tenger (1997)
- Húsvét (1998)

Zeitgenössisch (1999–2010)
- Az utolsó vacsora (1999)
- Pünkösd (2000)
- A szél (2001)
- A gyöngy (2002)
- Nimfa (2003, 2007)
- A pacsirta (2005)
- A nyugati szél (2006)
- Együtt (2007)
- Jelen (2008)
- Földi és égi szerelem (2009)
- A felhő (2009)
- A patak (2009)
- A tánc (2010)

## Bibliografie
- A kis színpad technikája (1957)
- Via dolorosa (versek, 2005)

## Auszeichnungen und Ehrungen
- Ungarischer Verdienstorden Offizierskreuz (2010)[7]
- Miskolci Színházi Fesztivál Szcenikai díj Bühnenbild-Preis des Miskolc Theaterfestivals (1963)[8]
- MTV Drámai nívódíj ungarischer Fernsehpreis im Bereich Dramatik (1985)[9]
- Érd város művészeti díja, Auszeichnung, die von der Stadt Érd für herausragende künstlerische Leistungen vergeben wird (2005)[10]